# Salvo el calvario
Salvo el calvario es una novela de la escritora ecuatoriana Lucrecia Maldonado, publicada por primera vez en 2005 por Editorial Planeta. La obra es narrada en una estructura no lineal a partir de distintos puntos de vista en que se intercalan la tercera y la primera persona. La trama se centra en el nacimiento de la amistad y del posterior triángulo amoroso entre Fernando, Miguel y Susana, tres jóvenes compañeros de trabajo que recorren Quito hablando de música, leyendo poesía y visitando varios de los espacios frecuentados por su generación.
La novela ganó el Premio Nacional de Literatura Aurelio Espinosa Pólit género novela en su edición de 2005. El jurado, presidido por el escritor colombiano Mario Mendoza, resaltó en su veredicto que la decisión de Maldonado de usar varias voces narrativas permitió ver "cómo se desarrolla una potencia de afirmación de la vida en medio del dolor y  la muerte".
La obra fue una de las primeras novelas ecuatorianas en darle una mirada positiva a la homosexualidad.

## Argumento
Fernando Simpson es un doctor amante del cine clásico que trabaja para el municipio de Quito. Cuando una de las tuberías del edificio en donde labora se avería, debe mudar su consultario al área de cultura de la municipalidad, donde conoce a Susana Montero, una joven bibliotecaria que pronto se siente atraída por él. Unos días después ingresa a trabajar al departamento de cultura Miguel Vera, un joven poeta de 21 años que coquetea con todas las mujeres a su paso y que se vio obligado a trabajar ante el rechazo de su familia por su profesión.
Con el pasar del tiempo, Fernando, Susana y Miguel desarrollan una amistad cercana. Visitan bares de la ciudad, karaokes, restaurantes y realizan lecturas de poesía en la Plaza de la Independencia. Miguel nota el interés de Susana por Fernando, pero a pesar de intentar ayudarla, Fernando parece no estar interesado en lo absoluto en ella. Un checkeo de rutina revela que Miguel padecía leucemia, lo que destroza tanto a su familia como a la relación entre los tres amigos. Con ayuda de un conocido del grupo, Miguel es enviado a un hospital de La Habana para realizarse un trasplante de médula. Fernando le aclara las cosas a Susana, y ambos dan por terminada su amistad.
Seis meses después Miguel regresa recuperado y comparte un emotivo momento junto a Fernando. El grupo empieza a retomar su amistad, pero pronto la enfermedad de Miguel regresa. Cuando le pide a Fernando que no revelara nada y que en caso de empeorar lo ayudara a suicidarse, Fernando le responde que le era imposible hacerlo porque lo había amado desde el momento en que se habían conocido. Miguel le pide a Fernando que lo lleve a la Amazonía con él, donde Fernando había conseguido un trabajo, y este finalmente acepta. Durante su tiempo viviendo con Fernando, en que este lo cuida todo el tiempo que puede, Miguel se da cuenta de que también está enamorado de él, por lo que dos empiezan una relación durante los últimos meses de vida de Miguel.